# Zawady Małe (Ostróda)
Zawady Małe (deutsch Königswiese) ist ein Ort in der polnischen Woiwodschaft Ermland-Masuren. Er gehört zur Gmina Ostróda (Landgemeinde Osterode in Ostpreußen) im Powiat Ostródzki (Kreis Osterode in Ostpreußen).

## Geographische Lage
Zawady Małe liegt im Westen der Woiwodschaft Ermland-Masuren, neun Kilometer östlich der Kreisstadt Ostróda (Osterode in Ostpreußen).

## Geschichte
Ursprünglich bestand Königswiese lediglich aus zwei kleinen Gehöften. Bis 1945 war der kleine Ort ein Wohnplatz innerhalb der Gemeinde Tafelbude (polnisch Kątno).
1945 wurde in Kriegsfolge das gesamte südliche Ostpreußen an Polen überstellt – und damit auch Königswiese. Der Ort erhielt die polnische Namensform „Zawady Małe“ und ist heute als „część wsi Stare Jabłonki“ (= „Teil des Ortes Stare Jabłonki“) eine Ortschaft innerhalb der Landgemeinde Ostróda (Osterode in Ostpreußen) im Powiat Ostródzki (Kreis Osterode in Ostpreußen), bis 1998 der Woiwodschaft Olsztyn, seither der Woiwodschaft Ermland-Masuren zugehörig.

## Gedenkstätte

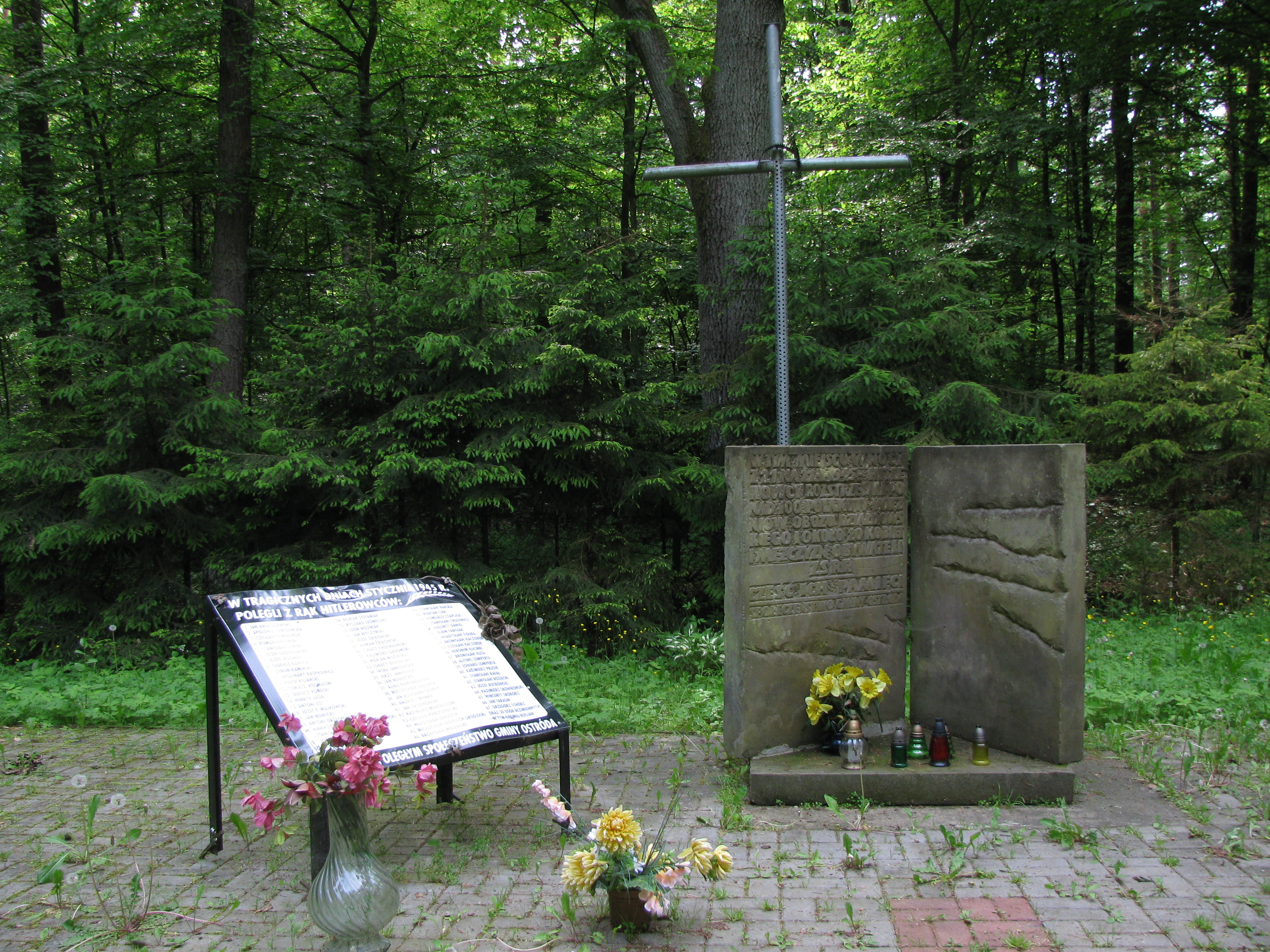
Denkmal auf dem Friedhof bei Zawady Małe

Im Wald an der Hauptstraße befindet sich ein Friedhof mit drei Denkmälern zur Erinnerung an die 120 Polen und Russen aus dem Konzentrationslager Soldau (polnisch Działdowo), die hier in der Nacht vom 21. zum 22. Januar 1945 ermordet wurden.

## Kirche
Bis 1945 war Königswiese in die evangelische Kirche Osterode in der Kirchenprovinz Ostpreußen der Kirche der Altpreußischen Union, sowie in die römisch-katholische Kirche der Kreisstadt eingepfarrt.
Heute gehört Zawady Małe evangelischerseits weiterhin zu Ostróda, das jetzt der Diözese Masuren der Evangelisch-Augsburgischen Kirche in Polen angehört, katholischerseits zur Pfarrei Stare Jabłonki im Erzbistum Ermland.

## Verkehr
Zawady Małe liegt an der verkehrsreichen und abschnittsweise bereits als Schnellstraße (polnisch Droga ekspresowa) ausgebauten Landesstraße 16, die die Woiwodschaft Ermland-Masuren von Westen nach Osten durchzieht und bis an die polnisch-litauische Grenze führt. Bahnanschluss besteht über die Bahnstation Stare Jabłonki an der Bahnstrecke Toruń–Tschernjachowsk (deutsch Thorn–Insterburg).